# Torce (Coaña)
Torce es una aldea perteneciente a la parroquia de Folgueras, en el concejo de Coaña, comarca de Eo-Navia, Principado de Asturias, España.